# Cadfan ap Iago

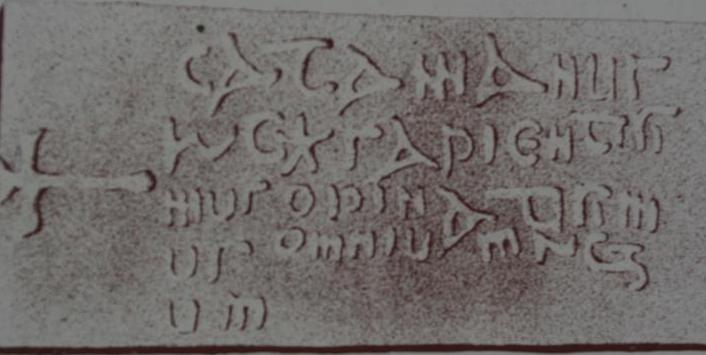
Cadfans grafsteen in Llangadwaladr

Cadfan ap Iago, (Latijn: Catamanus, overleden ca. 625) was een koning van Gwynedd, Wales. Hij was de zoon van Iago ap Beli en besteeg de troon van Gwynedd rond 615, kort na de Slag bij Caerllion.
Zijn grafsteen, in Llangadwaladr, Anglesey, vermeldt: "Catamanus rex sapientisimus opinatisimus omnium regum" (Koning Cadfan, de meest wijze en beroemde van alle koningen). Hij werd opgevolgd door zijn zoon Cadwallon ap Cadfan.